# ノーマンビー侯爵
ノーマンビー侯爵（英語: Marquess of Normanby）は、イギリスの侯爵位。
2度創設されており、1期目は第3代マルグレイヴ伯爵ジョン・シェフィールドが1694年にイングランド貴族爵位として叙されたものだが、2代で廃絶した。現存する2期目は第2代マルグレイヴ伯爵コンスタンティン・フィップスが1838年に連合王国貴族爵位として叙されたものである。

## 歴史

### シェフィールド家
第3代マルグレイヴ伯爵ジョン・シェフィールドが、1694年5月10日にイングランド貴族爵位「カウンティ・オブ・リンカンのノーマンビー侯爵」に叙せられたのがノーマンビー侯の最初の創設である。彼はさらに1703年3月23日にはバッキンガム及びノーマンビー公に叙せられたのでノーマンビー侯爵位はその従属爵位となった。しかしその子である2代バッキンガム＝ノーマンビー公（2代ノーマンビー侯）エドマンド・シェフィールドが継承者なく死去したため、爵位は廃絶している。

### フィップス家

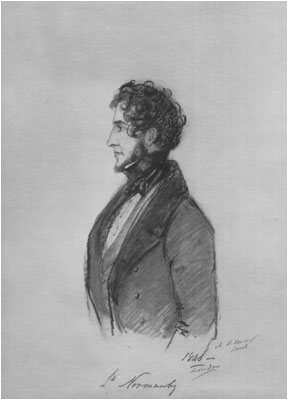
初代ノーマンビー侯コンスタンティン・ヘンリー・フィップス

現在のノーマンビー侯爵家であるフィップス家が貴族に列したのは、コンスタンティン・フィップス(1722–1775)が1767年9月3日にアイルランド貴族「カウンティ・オブ・ウェックスフォードのニューロスのマルグレイヴ男爵」に叙せられたのに始まる。なおこのコンスタンティン・フィップスの母方の祖母キャサリン・セドリーは、再婚で初代バッキンガム＝ノーマンビー公ジョン・シェフィールドと結婚し、その間に2代バッキンガム＝ノーマンビー公エドマンドを儲けており、この縁戚関係からフィップス家がマルグレイヴ伯爵やノーマンビー侯爵などシェフィールド家由来の爵位を叙されたものと見られる。
初代マルグレイヴ男爵の長男コンスタンティン(1744–1792)は、王立海軍軍人として七年戦争に従軍した後、政界に転じてホイッグ党、ついでトーリー党の庶民院議員として活躍した。1775年に第2代ニューロスのマルグレイヴ男爵位を襲爵し、さらに1790年7月7日にグレートブリテン貴族「カウンティ・オブ・ヨークのマルグレイヴのマルグレイヴ男爵」に叙され、貴族院議員に列した。しかし彼には男子がなかったため、彼の死とともに同爵位は消滅している。
その後、初代男爵の次男ヘンリー (1755–1831) が第3代ニューロスのマルグレイヴ男爵位を継承した。彼は陸軍軍人としてアメリカ独立戦争に従軍した後、トーリー党の庶民院議員として活躍し、1794年8月13日に改めてグレートブリテン貴族爵位「カウンティ・オブ・ヨークのマルグレイヴのマルグレイヴ男爵」に叙せられ、貴族院議員に列した。彼はその後トーリー党政権下で外務大臣（在職1805-1806）や海軍大臣（1807-1810）などの閣僚職を歴任し、1812年9月7日に「カウンティ・オブ・ヨークのマルグレイヴ伯爵」と「カウンティ・オブ・ヨークのノーマンビーのノーマンビー子爵」に叙せられた。
初代マルグレイヴ伯の死後、その長男コンスタンティン (1797–1863) が第2代マルグレイヴ伯爵位を継承した。彼はトーリー党、後ホイッグ党の政治家として活躍し、ジャマイカ総督（在職1832-1834）、王璽尚書（1834）、アイルランド総督（1835-1839）、陸軍・植民地大臣（1839年）、内務大臣（1839-1841）などを歴任した。そして1838年6月25日には「カウンティ・オブ・ヨークのノーマンビーのノーマンビー侯爵」に叙せられた。
初代侯の死後、その長男ジョージ(1819–1890) が第2代侯爵位を継承した。彼は襲爵前に自由党の政治家として活躍し、その後、ノバスコシア（在職1858-1863）、クイーンズランド（1871-1874）、ニュージーランド（1874-1879）、ビクトリア（在職1879－1884）などの総督職を歴任した。
現在の当主はその曾孫である5代侯コンスタンティン・エドムンド・ウォルター・フィップス(1954-)である。

## 現当主の保有爵位
現当主である第5代ノーマンビー侯爵コンスタンティン・エドムンド・ウォルター・フィップスは、以下の爵位を有する。
- 第5代ノーマンビー侯爵 (5th Marquess of Normanby)
(1838年6月25日の勅許状による連合王国貴族爵位)
- 第6代マルグレイヴ伯爵 (6th Earl of Mulgrave)
(1812年9月7日の勅許状による連合王国貴族爵位)
- 第6代ヨーク州ノーマンビーのノーマンビー子爵 (6th Viscount Normanby, of Normanby in the County of York)
(1812年9月7日の勅許状による連合王国貴族爵位)
- 第6代ヨーク州マルグレイヴのマルグレイヴ男爵 (6th Baron Mulgrave, of Mulgrave in the County of York)
(1794年8月13日の勅許状によるグレートブリテン貴族爵位)
- 第8代ウェックスフォード県ニューロスのマルグレイヴ男爵 (8th Baron Mulgrave, of New Ross in the County of Wexford)
(1767年9月3日の勅許状によるアイルランド貴族爵位)

## 一覧

### ノーマンビー侯 第1期 (1694年)
詳細はバッキンガム＝ノーマンビー公爵を参照。
- 初代ノーマンビー侯・初代バッキンガム＝ノーマンビー公ジョン・シェフィールド (1648–1721)
- 2代ノーマンビー侯・2代バッキンガム＝ノーマンビー公エドマンド・シェフィールド (1716–1735)

### マルグレイヴ男爵 第1期 (1767年)
- 初代マルグレイヴ男爵コンスタンティン・フィップス (1722–1775)
- 2代マルグレイヴ男爵コンスタンティン・ジョン・フィップス（英語版） (1744–1792) (1790年マルグレイヴ男爵創設。彼の死とともに消滅)
- 3代マルグレイヴ男爵ヘンリー・フィップス (1755–1831) (1812年にマルグレイヴ伯爵)

### マルグレイヴ伯 第2期(1812)
- 初代マルグレイヴ伯爵ヘンリー・フィップス (1755–1831)
- 2代マルグレイヴ伯爵コンスタンティン・ヘンリー・フィップス (1797–1863) (1838年ノーマンビー侯爵創設)

### ノーマンビー侯 第2期 (1838)
- 初代ノーマンビー侯コンスタンティン・ヘンリー・フィップス (1797–1863)
- 2代ノーマンビー侯ジョージ・アウグストゥス・コンスタンティン・フィップス（英語版） (1819–1890)
- 3代ノーマンビー侯コンスタンティン・チャールズ・ヘンリー・フィップス（英語版） (1846–1932)
- 4代ノーマンビー侯オズヴァルド・コンスタンティン・ジョン・フィップス（英語版） (1912–1994)
- 5代ノーマンビー侯コンスタンティン・エドムンド・ウォルター・フィップス（英語版）  (1954-)

法定推定相続人は現当主の長男マルグレイヴ伯爵（儀礼称号）ジョン・サミュエル・コンスタンティン・フィップス (1994-)